# 青竜
青竜（旧字体：靑龍󠄂、しょうりゅう、せいりゅう、拼音: qīnglóng チンロン）は、中国の伝説上の神獣で東西南北を守護する四神（四象）の1つ。東方を守護し、蒼竜（そうりゅう）とも呼ばれる。青竜は古来瑞兆とされており、幸運の天之四霊とは蒼竜、朱雀、玄武、白虎のこと。青竜は、春（1月、2月、3月）を司る。
現代日本語では青は英語で言うブルーを意味することが多いが、「青」の原義は青山（せいざん）・青林（せいりん）のように緑色植物の色であり、本来は緑色を指しているとされる。また、青は五行説では東方の色とされる。
天文学上は、二十八宿の東方七宿に対応する。東方七宿（角宿・亢宿・氐宿・房宿・心宿・尾宿・箕宿）をつなげて竜の姿に見立てたことに由来する。
道教における人格神化した名前では、神君「孟章」と呼ばれ、「竜族」の始祖とされた。
清滝権現の善女竜王は中国・青竜寺に飛来したという。
日本では、奈良県の薬師寺金堂の本尊台座や、明日香村のキトラ古墳の石槨内壁の東側壁にも青竜が描かれている。その他、神田明神、秩父神社など多くの場所で四神の彫像や絵を確認できる。
俳句において春の季語である「青帝（せいてい）」・「蒼帝（そうてい）」・「東帝」と同義であり、春（東・青）の象徴である。ただし、「炎帝」・「白帝」・「玄帝（冬帝）」と違い、「青帝」はあまり使われない季語であるため、小型の歳時記や季寄せから削除されている場合が多い。なお、春のことを「青春」ともいう。

## 中国神話の青竜
朱雀、玄武、白虎とともに四神という形で一組にされ、南を朱雀、北を玄武、西を白虎と、それぞれが各一方を分担して守護するものされる。青竜は東方の守護を司どるが、青竜と東方との結び付きは、五行説が中央に黄色、北方に黒、東方に青、西方に白、南方に赤と五色を割り当てたことに由来しており、四神の信仰は五行説の影響を受けながら戦国時代ごろに成立したと考えられている。その後、四神の信仰は中国の中のみならず、古代の朝鮮や日本にも伝わった。

## 山岳
- 青龍山 (多賀町) - 滋賀県犬上郡多賀町にある標高333mの山。
- 青龍山 (美馬市) - 徳島県美馬市にある標高820mの山。

## 山号
青竜山を山号とする寺院は以下の通り。
- 勝国寺（東京都世田谷区）
- 養寿院（埼玉県川越市）
- 林泉寺（東京都文京区）
- 薬王寺（千葉県白井市）
- 瑞泉寺（愛知県犬山市）
- 吉祥寺（群馬県川場村）
- 本覚寺（静岡県静岡市）
- 西音寺（滋賀県多賀町）
- 浄光寺（東京都葛飾区）
- 金蓮寺（愛知県西尾市）
- 茂林寺（群馬県館林市）
- 東勝寺（神奈川県鎌倉市）
- 瑞巌寺（宮城県松島町）
- 野中寺（大阪府羽曳野市）